# Twisted Metal III
Twisted Metal III es un videojuego de combate en vehículos desarrollado y publicado por 989 Studios para PlayStation. El juego fue lanzado en Norteamérica el 31 de octubre de 1998 y se volvió a publicar para la línea de Sony Greatest Hits-en 1999.
Twisted Metal III es la tercera entrega de la serie Twisted Metal y la primera cuota para ser plenamente desarrollados por 989 Studios. La historia del juego está centrada en el titular de la competencia en la que varios conductores de vehículos modificados deben destruir los otros vehículos en un intento por ser el último vivo. El ganador se reúne el organizador de la competición, un misterioso hombre llamado Calypso, que otorgará al ganador un único deseo, independientemente de su precio, tamaño, o incluso de la realidad.
Twisted Metal III recibió críticas generalmente negativas de los críticos, que criticó el diseño de niveles del juego y el motor de la física, sino comentarios positivos sobre el modo de juego multijugador y una banda sonora de Rob Zombie y Pitchshifter. Sin embargo, el juego fue un éxito comercial, la venta de 1,14 millones de copias en los Estados Unidos solamente.

## Jugabilidad
Twisted Metal III es un juego de combate de vehículos en el que el jugador toma el control de uno de los doce vehículos únicos. Mientras que en el control de un vehículo, el jugador puede acelerar, dirección, freno, reversa, activar el turbo, a su vez fuertemente, y alternar entre activar las armas que utilicen el controlador de d-pad juego, palancas analógicas y botones. [El juego se puede jugar en ya sea el de un jugador "Torneo" o el modo multijugador "Deathmatch" de modo. El modo torneo se compone de ocho niveles de juego. El objetivo de cada nivel es destruir todos los vehículos de la oponente. Los vehículos enemigos son elegidos automáticamente y aumenta su habilidad con cada nivel que es superado con éxito. El Torneo continúa hasta que todos los de la vida del jugador haya expirado o todos los niveles se han completado. El jugador tiene la opción de jugar con un ordenador con ayuda aliado para ayudar en la destrucción de sus oponentes. Aliado si un equipo controlado Sin embargo, la cinemática final no será visible se utiliza. Si un equipo controlado por el aliado se utiliza, el jugador tiene la opción de compartir su número total de vidas con el aliado. Cuando sea jugador pierde una vida, el número de colectivos de vida disminuye. El modo Deathmatch es un uno a cuatro jugadores en el que la cabeza del jugador lucha a cara con otros jugadores, aunque controlado por ordenador enemigo coches también pueden ser incorporados. El Deathmatch termina cuando un jugador con éxito destruye todos los vehículos de otro jugador, después de lo cual se restablece el partido para otra batalla. Dependiendo del nivel seleccionado, el jugador puede seleccionar un máximo de siete vehículos enemigos para competir en el partido.
El jugador comienza el modo Torneo del juego con tres vidas. El número total de vidas restantes se indica en la parte inferior izquierda muestra la mano con la barra de salud del jugador, velocímetro y turbo. La barra de salud indica cuánta salud del vehículo del jugador ha restantes. La longitud de cada una de las vidas del jugador está ligada a su barra de salud, lo que disminuye cada vez que el vehículo del jugador es dañado por los ataques enemigos. Cuando el medidor de salud completamente agota, el jugador pierde una vida. El jugador puede ganar de salud adicionales recogiendo los iconos de salud diseminados por todo el medio ambiente. Si se pierde la vida pasada, el juego termina antes de tiempo.
Las armas juegan un papel clave para ganar el juego. Todos los vehículos vienen con un par de ametralladoras montadas. Son débiles en el poder, pero tienen munición ilimitada. [4] armas adicionales repartidos por todo el medio ambiente pueden ser recogidos y utilizados si el jugador conduce a través de ellos. Estas armas incluyen una variedad de misiles, bombas, napalm y morteros. Cada vehículo puede ejecutar tres tipos de ataques: "Especial de ataques con armas", "ataques de avanzada" y "ataques combinados". Especial de ataques con armas son únicos para cada vehículo y son ilimitadas en stock, pero necesitan tiempo para recargar si se utiliza en varias ocasiones. Ataques avanzadas permiten al jugador a atacar a los enemigos cuando el jugador está fuera de las armas, pero solo puede utilizarse si el Advanced Energy Attack Bar en la esquina inferior derecha de la pantalla está completamente cargada. La mayoría de los ataques avanzada requieren tres o cuatro botones de secuencias de iniciar. Ataques Combo combinar ataques y maniobras con pick-ups de armas. Ataques combinados también se puede realizar con el arma especial de un vehículo. Debido a la naturaleza en medio abierto de Twisted Metal III, hay muchas combinaciones posibles y las estrategias para inventar y descubrir.

## Escenarios
Los entornos interactivos de Twisted Metal III permitirá al jugador a recorrer los campos de batalla con pocas restricciones. El primer nivel tiene lugar en Hollywood, que fue devastada por el terremoto "Gran de 2007". El segundo nivel tiene lugar en Washington D. C., en frente del Capitolio de los Estados Unidos. El tercer nivel tiene lugar en el Hangar 18, del Área 51, que alberga una nave de gran tamaño a la que se puede acceder. El cuarto nivel se lleva a cabo en el Polo Norte, cerca de El taller de Santa Claus. El quinto nivel tiene lugar en Londres, en la que la torre del reloj que aloja el Big Ben se puede destruir. El sexto nivel tiene lugar en los tejados de la zona metropolitana de Tokio, mientras que el séptimo nivel se lleva a cabo en Egipto, cerca de la Gran Esfinge de Guiza. El nivel de la octava y última tiene lugar en dirigible personal de Calypso, en la que derrotó a los opositores regeneran continuamente hasta que el jugador destruye la regeneración de un dispositivo oculto en el nivel.

## Recepción
Twisted Metal III recibió críticas generalmente negativas de los críticos, con una puntuación total de 48,97% en GameRankings. Kevin Dick Juego de la Revolución, criticó la "inspiración" diseño de niveles, "confuso" motor de física y "granulada" gráficos, pero comentarios positivos sobre las diversas opciones multijugador y una banda sonora de Rob Zombie. Joe Fielder de GameSpot, admitiendo al mismo tiempo la banda sonora de Rob Zombie y Pitchshifter era "adecuado", también criticó la "mediocre" el diseño de niveles y "extraño" motor de física, de asesorar a los lectores a investigar Activision Vigilante 8 o Rogue GT Interactive Trip: Vacation 2012 en lugar . Doug Perry de IGN afirmó que "con la excepción de los cuatro combates jugador y difícil de Rob Zombie, banda sonora de rock - los dos grandes cosas sobre el juego - Twisted Metal 3 es un medio-de-the-game carretera que, lamentablemente, doesn No hacer nada más que los dos primeros juegos. De hecho, sombrero viejo, a secas. " A pesar de la recepción de la crítica negativa, Twisted Metal III fue un éxito comercial, la venta de 1,14 millones de copias en los Estados Unidos solamente. Como resultado, el juego se volvió a publicar para la línea de Sony Greatest Hits-en 1999.